# Codice etico
Il termine codice etico definisce quell'insieme di principi di comportamento, che rispecchia particolari criteri di adeguatezza e opportunità, visti in astratto ovvero considerati in riferimento a un determinato contesto culturale, sociale o professionale.

## Nella morale
Dal momento che l'etica (dal greco antico ἔθος - o ήθος -, "èthos", comportamento, costume, consuetudine) è quella branca della filosofia che studia i fondamenti oggettivi e razionali che permettono di distinguere i comportamenti umani in buoni, giusti, o moralmente leciti, rispetto ai comportamenti ritenuti cattivi o moralmente inappropriati, la definizione di "codice etico" rimanda all'antica e complessa problematica della morale ovvero dell'esistenza, o meno, di principi universali ai quali dovrebbero ispirarsi le azioni dell'uomo.

## Nella professione militare
Nella professione militare opera l'etica ed uno specifico codice deontologico, dotato di norme e dettami senza di cui lo stesso ruolo del soldato non avrebbe modo di esistere.

## Nella sociologia
Inteso come regola di condotta, esprime una Weltanschauung o comunque una visione della società, dettando i comportamenti che sono richiesti per prendervi parte o per essere accettati dalla comunità circostante.
In particolare, il termine "codice etico" acquisisce un suo valore specifico nella contemporaneità, proprio quando si registra l'indebolimento dei cosiddetti "pensieri forti" tradizionali: le ideologie politiche, filosofiche e religiose che dettavano in modo rigido le norme della convivenza sociale e la percezione di sé stessi degli attori di questa convivenza. Del resto, "la comprensione del diritto moderno non può darsi
se non attraverso una più ampia considerazione del <<codice sociale>> della modernità, inteso
come l'insieme dei significati che strutturano l'auto-rappresentazione della società moderna". Ne deriva quindi una crescente domanda di regole di deontologia, capaci di determinare i limiti e le condizioni della prassi umana in particolari contesti.

## Nel diritto
Quando il sintagma "codice etico" è utilizzato in ambito giuridico, sono individuate varie sfumature di significato per distinguerlo dal codice deontologico: secondo una di esse, mentre "il codice etico non parla mai di regole professionali
ma solo di responsabilità delle singole organizzazioni associate ad aggiornare
il codice ed eventualmente ad emanare linee guida per adeguare i singoli
codici nazionali al codice etico internazionale, il codice deontologico introduce
subito ai principi ed alle regole che gli Assistenti Sociali devono osservare obbligatoriamente
pena l’esercizio sanzionatorio da parte dell’Ordine competente.
Fra questi contesti, possiamo citare ad es. i media, in particolare la televisione: in questo caso il termine "codice etico" viene a identificare quell'insieme di regole, peraltro di incerta determinazione oggettiva, atte a identificare la liceità, o meno, della trasmissione pubblica di determinati fatti e contenuti. In casi come questi il codice etico, più o meno esplicito, è di fatto esposto all'obiezione di un potenziale controllo preventivo di tipo censorio, sui contenuti stessi; in realtà, obiettano a loro volta i fautori di strumenti di auto-disciplina quali il codice etico, è proprio attraverso questo intervento auto-regolativo che può essere evitato l'applicazione di strumenti più drastici con i relativi interventi sanzionatori (ad es. da parte della pubblica autorità, attraverso la magistratura etc.).
Il problema del codice etico trova poi un campo di applicazione molto importante nell'ambito medico. In questo caso il tema del codice etico finisce per confrontarsi, necessariamente, con la tematica, sempre più diffusa e problematica, della bioetica, ovvero di quel campo della filosofia morale che si occupa specificamente delle questioni riguardanti la vita umana nella sua effettività biologica (principalmente in riferimento alle situazioni-limite della vita nascente, sofferente e morente).